# Gallia Comata

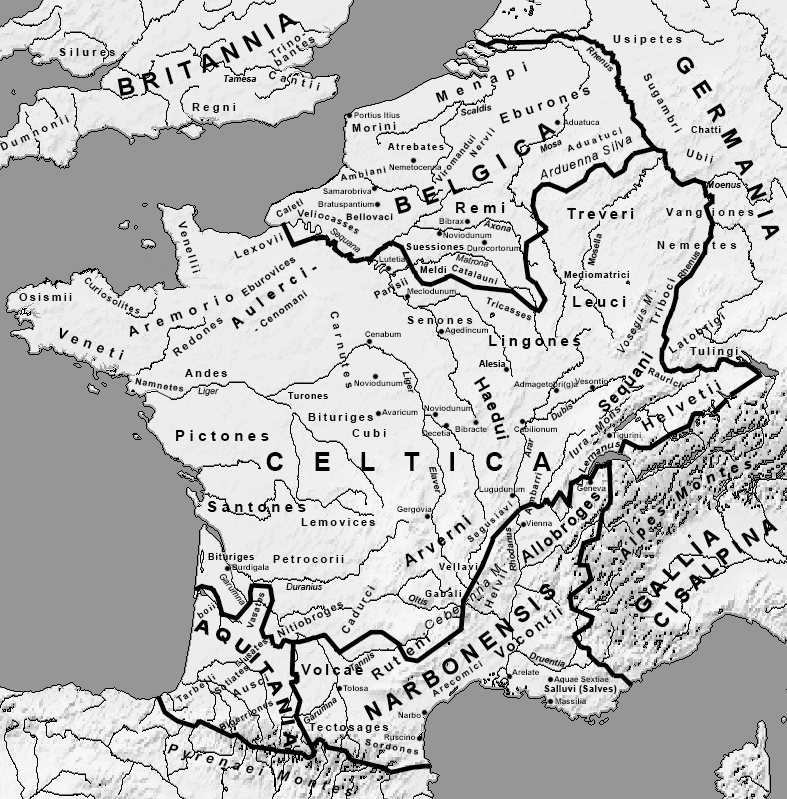
De Tres Galliae volgens Caesar: Aquitania, Belgica en Celtica (52 v.Chr.)

Gallia Comata of Tres Galliae zijn namen die de Romeinen gaven aan het noordelijke, grootste deel van Gallia Transalpina tussen de Rijn en de Pyreneeën, vóór het door Julius Caesar werd onderworpen tijdens de Gallische Oorlog (58-51 v.Chr.) en vervolgens in 22 v.Chr. gesplitst in drie Romeinse provincies.
Gallia Comata betekent letterlijk "langharig Gallië" en verwijst daarmee naar het kapsel van de daar woonachtige Galliërs, die de meeste Romeinen maar onbeschaafd vonden, en langharigheid was daar blijkbaar een belangrijk kenmerk van. Caesar gebruikte deze benaming niet; in de allereerste zinnen van zijn Commentarii de bello Gallico vertelt hij:

Gallia (Gallië) is verdeeld in drie delen, waarvan er één bewoond wordt door de Belgae ("Belgen"), een ander door de Aquitani (Aquitaniërs), een derde door hen die zichzelf in hun taal Celtae (Kelten) noemen, maar die wij Galli (Galliërs) noemen. Ze verschillen onderling van taal, instellingen en wetten. De Galli zijn van de Aquitani gescheiden door de Garunna (Garonne), van de Belgae door de Matrona (Marne) en de Sequana (Seine). Van hen allen zijn de Belgae de dappersten, omdat ze het verst van de cultuur en bevolking van de provincie verwijderd zijn, omdat er weinig handelaars hen bezoeken (waardoor hun geest verwijfd zou raken) en omdat ze zich het dichtst bevinden bij de Germani (Germanen), die over de Rhenus (Rijn) wonen en met wie ze oorlog voeren.

Met "Gallië" bedoelt Caesar de niet-Romeinse delen van Gallië (dus hij laat Gallia Cisalpina en Gallia Narbonensis buiten beschouwing). Zijn driedeling van niet-Romeins Gallië heeft geleid tot het begrip Tres Galliae, "Drie Galliën". Naar de er woonachtige stammen heetten deze drie Galliën Aquitania, Celtica en Belgica. Toen keizer Augustus in 22 v.Chr. heel Gallië liet reorganiseren, deelde hij Gallia Comata op in drie provincies: Gallia Aquitania (Caesars Aquitania met een groot stuk Celtica ten zuiden van de Loire), Gallia Belgica (Caesars Belgica het deel van Celtica tussen de Rijn en de Marne) en Gallia Lugdunensis (het overgebleven gedeelte van Celtica).